# Cystiscinae
Cystiscinae is een onderfamilie van weekdieren uit de klasse van de Gastropoda (slakken).

## Geslachten
- Crithe Gould, 1860
- Cystiscus Stimpson, 1865
- Extra Jousseaume, 1894
- Inbiocystiscus Ortea & Espinosa, 2001
- Intelcystiscus Ortea & Espinosa, 2001
- Marginocystiscus Landau, da Silva & Heitz, 2016 †
- Ticocystiscus Espinosa & Ortea, 2002
- Ticofurcilla Espinosa & Ortea, 2002